# Economia do mundo

Economias avançadas, classificadas pela FMI em Abril de 2008 no World Economic Outlook, destacadas em azul.

A economia mundial refere-se à economia de todos os países juntos. Pode ser avaliada de várias formas. Por exemplo, e dependendo dos modelos usados, pode ser representada pela valorização a que se chega numa determinada moeda, como o "dólar de 2006".
Está intrinsecamente ligada à geografia e ecologia do mundo, mas o título pode induzir em erro, pois, enquanto que as definições e representações da "economia do mundo" variam bastante, elas devem excluir qualquer consideração sobre recursos ou valores que estejam baseados fora da Terra.
Por exemplo, embora seja possível calcular o valor do potencial de exploração mineira em territórios da Antártica, um cálculo semelhante para Marte não poderia ser considerado parte da economia do mundo - ainda que estivesse sendo explorado de alguma forma - e só poderia ser considerado um valor latente, tal como pode acontecer com propriedade intelectual ainda não criada, por exemplo, relativa a invenções ainda não concebidas.
Salvo um standard mínimo de medição do valor da produção, uso e trocas no planeta, as definições, representações modelos e avaliações da economia do mundo variam substancialmente.
É comum limitar as questões da economia do mundo exclusivamente à atividade econômica, sendo a economia do mundo tipicamente avaliada em termos monetários, mesmo nos casos onde não existe um mercado eficiente para ajudar na avaliação de certos bens e serviços, ou nos casos em que a falta de pesquisa independente ou cooperação governamental torna difícil a obtenção de indicadores. Exemplos típicos são o narcotráfico e outras formas de mercado negro, que efetivamente fazem parte da economia do mundo, mas para os quais não existe, por definição, um mercado legal de qualquer tipo.

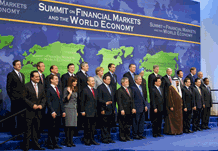
Líderes do G20 posam para fotos na Cimeira do G20 sobre Mercados Financeiros e a Economia Mundial, em Washington, Estados Unidos, em 15 de novembro de 2008.

Mas mesmo nos casos onde temos um mercado transparente e eficiente para estabelecer o valor monetário, os economistas tipicamente não recorrem às taxas de câmbio oficiais para traduzir os valores monetários numa única moeda. Isto porque as taxas de câmbio nem sempre traduzem corretamente o valor, como é o caso onde o volume ou preço das transações é fortemente regulado pelo governo.
Por esses motivos, a valorização dos mercados em moeda local tipicamente são convertidas recorrendo ao conceito de poder de compra. Este é o método usado adiante, para estimar a atividade econômica do mundo em USD (dólares americanos) reais. Apesar disso, a economia mundial pode ser expressa de muitas mais formas. Não está claro, por exemplo, quanto da população mundial tem a sua atividade econômica refletida nestas avaliações.

## Maiores economias
Em 2014, as maiores economias do mundo eram os EUA, China, Japão, Alemanha, Reino Unido, França, Brasil, Itália, Índia e Rússia.
| Nº  | País           | PIB (Trilhões) |
| --- | -------------- | -------------- |
| 1º  | Estados Unidos | US$ 17,41      |
| 2º  | China          | US$ 10,38      |
| 3º  | Japão          | US$ 4,61       |
| 4º  | Alemanha       | US$ 3,86       |
| 5º  | Reino Unido    | US$ 3,05       |
| 6º  | França         | US$ 2,84       |
| 7º  | Brasil         | US$ 2,35       |
| 8º  | Itália         | US$ 2,14       |
| 9º  | Índia          | US$ 2,05       |
| 10º | Rússia         | US$ 1,85       |

Já em 2024, segundo ranking elaborado pela Austin Rating, o Brasil encontrava-se em 10º lugar entre as maiores economias do mundo.
| Nº  | País           | PIB (Trilhões) |
| --- | -------------- | -------------- |
| 1º  | Estados Unidos | US$ 29,17      |
| 2º  | China          | US$ 18,27      |
| 3º  | Alemanha       | US$ 4,71       |
| 4º  | Japão          | US$ 4,07       |
| 5º  | Índia          | US$ 3,89       |
| 6º  | Reino Unido    | US$ 3,59       |
| 7º  | França         | US$ 3,17       |
| 8º  | Itália         | US$ 2,38       |
| 9º  | Canadá         | US$ 2,21       |
| 10º | Brasil         | US$ 2,18       |

## Economia por Região
- Economia da África
- Economia da Ásia
- Economia da Europa
- Economia da América (América do Norte, América Central e América do Sul)
- Economia da Oceania